# Postfeld
Postfeld est une commune allemande du Schleswig-Holstein, située dans l'arrondissement de Plön, à cinq kilomètres au sud-ouest de Preetz. Postfeld fait partie de l'Amt Preetz-Land (« Preetz-campagne ») qui regroupe 17 communes entourant la ville de Preetz.